# 石瑭
石瑭（1438年—？），字廷堅，浙江紹興府餘姚縣人，民籍，明朝政治人物。同進士出身。

## 生平
早年出身國子生，成化元年（1465年）舉乙酉科浙江鄉試第二名。成化十一年（1475年）乙未科會試第二百八十二名，殿試登進士第三甲第一百五十七名。官至豐城縣知縣。

## 家族
曾祖父石均實。祖父石世英。父石文秉，母姚氏。
兄珉、琳、玒，弟珣、璉、瓘、玖、瑾、璘。娶盧氏。。